# Alaginella
Alaginella is een geslacht van weekdieren uit de klasse van de Gastropoda (slakken).

## Soorten
- Alaginella aikeni Lussi, 2013
- Alaginella albino Laseron, 1957
- Alaginella atracta (Tomlin, 1918)
- Alaginella borda (Cotton, 1944)
- Alaginella brazieri (E. A. Smith, 1891)
- Alaginella carinata (E. A. Smith, 1891)
- Alaginella cottoni Boyer, 2001
- Alaginella fraudulenta (Suter, 1917) †
- Alaginella gatliffi (May, 1911)
- Alaginella geminata (Hedley, 1912)
- Alaginella kerochuta (Shackleford, 1914)
- Alaginella labinensis (Maxwell, 1988) †
- Alaginella malina (Hedley, 1915)
- Alaginella ochracea (Angas, 1871)
- Alaginella pachia (Watson, 1886)
- Alaginella parvisinus (Maxwell, 1992) †
- Alaginella pemphix (Roth, 1973)
- Alaginella pygmora Laseron, 1957
- Alaginella totangiensis (Marwick, 1931) †
- Alaginella umlaasensis (Lussi & G. Smith, 1996)
- Alaginella valida (Watson, 1886)
- Alaginella vercoi (May, 1911)
- Alaginella waikohuensis (Marwick, 1931) †
- Alaginella zeyheri (Krauss, 1852)